# Fil de sécurité

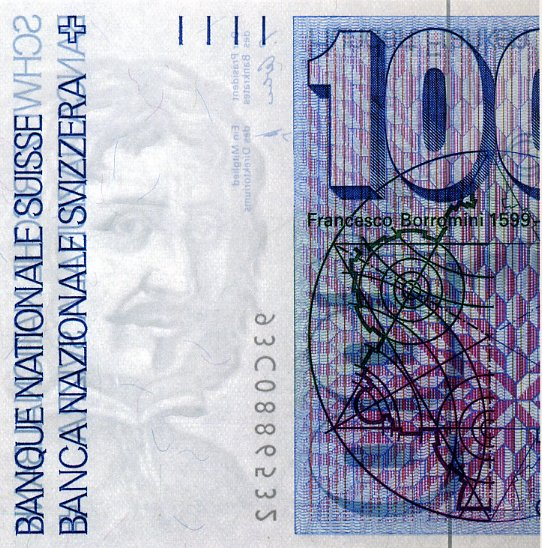
Fil de sécurité d'un billet de 100 francs suisse de la 6e série.

Un fil de sécurité est un dispositif de sécurité présent dans de nombreux billets de banque afin de les protéger contre la contrefaçon. Il comprend un mince ruban qui est enfilé à travers le papier du billet.
Habituellement, le ruban est disposé verticalement et est « tissé » dans le papier, de sorte qu'il apparaît à certains endroits sur la face avant et aux autres endroits sur la face arrière du papier. Habituellement, il est constitué d'une feuille de métal, mais parfois de plastique. Souvent, un texte ou des chiffres (par exemple, la valeur du billet) est gravée dessus.
Les fils sont intégrés dans la fibre de papier et peuvent être complètement invisibles ou avoir un effet d'éclat d'étoile (star bust effect en anglais), où le fil semble se faufiler dans et hors du papier, vu de côté. Cependant lorsqu'il est maintenu à la lumière le fil apparaîtra toujours comme une ligne continue. Des fonctionnalités peuvent être intégrées dans le matériau du fil, comme des micro-impressions sur un fil en plastique transparent ou en ajoutant des matériaux afin qu'il devienne fluorescent sous lumière ultraviolette.
Le fil est une caractéristique difficile à contrefaire, mais certains contrefacteurs ont été connus pour imprimer une fine ligne grise ou une mince ligne de vernis dans la zone du fil.
Les fils de sécurité peuvent également être utilisés comme un dispositif anti-contrefaçon dans les passeports. Ils sont généralement faits de plastique et contiennent des micro-impressions.